# Montendre
Montendre – miejscowość i gmina we Francji, w regionie Nowa Akwitania, w departamencie Charente-Maritime.
Według danych na rok 1990 gminę zamieszkiwało 3140 osób, a gęstość zaludnienia wynosiła 125 osób/km² (wśród 1467 gmin regionu Poitou-Charentes Montendre plasuje się na 69. miejscu pod względem liczby ludności, natomiast pod względem powierzchni na miejscu 254.).